# Questions féministes
Questions féministes (Questões Feministas) foi um jornal feminista francês publicado de 1977 a 1980. 
O jornal foi fundado por um grupo de feministas que incluiu Simone de Beauvoir, Christine Delphy, e, mais tarde, Monique Wittig. Foi publicado por três anos, dissolvido devido a disputas relativas às perspectivas sobre a heterossexualidade, evidenciadas após a divulgação de ensaios opostos escritos por Wittig e Emmanuèle de Lesseps.
O editorial concordou coletivamente em parar de publicar o Questions féministes, e um grupo de editores, incluindo Delphy e de Beauvoir, lançaram um novo jornal, denominado Nouvelles Perguntas Féministes.